# Clitos
Cet article possède un paronyme, voir Cleithos.
Clitos ou Cleitos (en grec ancien Κλεῖτος / Kleitos) est un roi d'Illyrie de la tribu des Dardaniens. Il est vaincu par Alexandre le Grand en 335 av. J.-C. à l'issue du siège de Pélion et en devient par la suite le vassal.

## Guerre contre les Macédoniens
Clitos devient roi des Dardaniens vers 358 av. J.-C. Certains historiens modernes le considèrent comme le petit-fils de Bardylis Ier qui a été vaincu et tué par Philippe II à près de 90 ans ; d'autres le considèrent comme le fils de Bardylis, puisque rien ne confirme un tel écart de génération et que rien ne permet de connaître l'âge de Clitos au moment de son accession au pouvoir. 
En 335, pendant qu'Alexandre le Grand mène la guerre contre les Triballes, Clitos dirige une incursion des Dardaniens en Macédoine avec les Taulantiens du roi Glaucias et les Autariates du roi Pleuras. En juillet 335, Alexandre décide de marcher vers le territoire des Agrianes en Péonie, dont le roi Langaros, rallié aux Macédoniens depuis 352, lui vient en aide.

## Siège de Pélion
Alexandre envahit les territoires des Autariates, ce qui lui permet de combattre les troupes d’un ennemi affaibli en le privant de renforts. Il décide de marcher contre Pélion, un passage stratégique entre l'Illyrie et la Macédoine. Arrien rapporte le sacrifice ordonné par Clitos de trois garçons, de trois filles et de trois béliers noirs pour s’assurer la victoire. 
La résistance des Illyriens a été rude et courageuse. Philotas échoue dans un assaut contre la forteresse un jour avant l’arrivée des renforts. Piégés, les Illyriens contre-attaquent. Alexandre répond par des tirs de catapultes, alors qu'il dispose d'une cavalerie et de fantassins plus disciplinés. Glaucias n'a fait creuser ni tranchées ni palissades, et Alexandre met fin au siège grâce à un assaut nocturne. Clitos s'enfuit après avoir mis le feu à la ville. 
Clitos parvient à retrouver son trône. Il devient vassal du royaume de Macédoine. À sa mort, à une date inconnue, son fils Bardylis II lui succède.

## Sources antiques
- Arrien, Anabase [lire en ligne].